# Ls

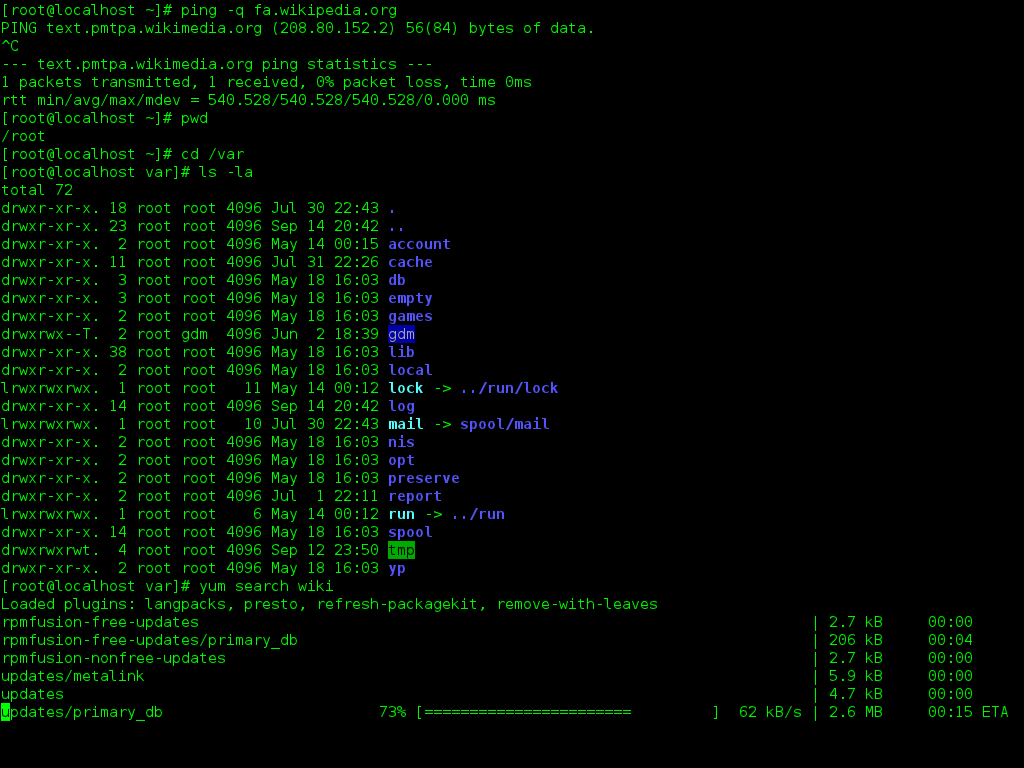
خروجی دستور ls -la در گنوم ترمینال

ls (برگرفته از list) فرمانی برای فهرست کردن پرونده‌ها در سیستم‌عامل‌های یونیکس و شبه یونیکس است.
اگر بدون آرگومان اجرا شود، پرونده‌ها و مسیرهای موجود در مسیر جاری فهرست می‌شوند. 
ls سوییچ‌ها و آرگومان‌های زیادی دارد، از جمله:
- -a: همهٔ فایل‌ها و دایرکتوری‌ها، از جمله آن‌هایی که با نقطه (.) آغاز می‌شوند (فایل‌های پنهان در یونیکس) نیز نمایش داده خواهند شد.
- -l : نوع‌های یونیکس، سطح دسترسی‌ها، تعداد لینک‌های سخت، مالک، گروه، اندازه، تاریخچه و... نیز چاپ می‌شوند:
- -s : اندازه فایل‌ها و دایرکتوری‌ها به کیلوبایت نمایش داده خواهد شد.

```
[
folani@localhost:~
]
$
 
ls
 
-l
-rw-rw-r--
  
1
 
folani
 
folani
   
31823
 
2010
-05-29
 
18
:36
 
a~
drwxrwxr-x
  
2
 
folani
 
folani
    
4096
 
2010
-07-08
 
10
:48
 
bin
drwxr-xr-x
  
2
 
folani
 
folani
    
4096
 
2010
-07-08
 
16
:10
 
Desktop
drwxr-xr-x
 
11
 
folani
 
folani
   
12288
 
2010
-07-08
 
18
:17
 
Documents
drwxr-xr-x
  
3
 
folani
 
folani
   
16384
 
2010
-07-08
 
19
:09
 
Download

```

دستور man ls یا info ls همهٔ آپشن‌ها و سوئیچ‌ها را فهرست می‌کند.

## جستاهای وابسته
- dir